# Necropoli del Mirio
La necropoli del Mirio è una necropoli situata nel comune italiano di Santa Croce Camerina.

## Storia

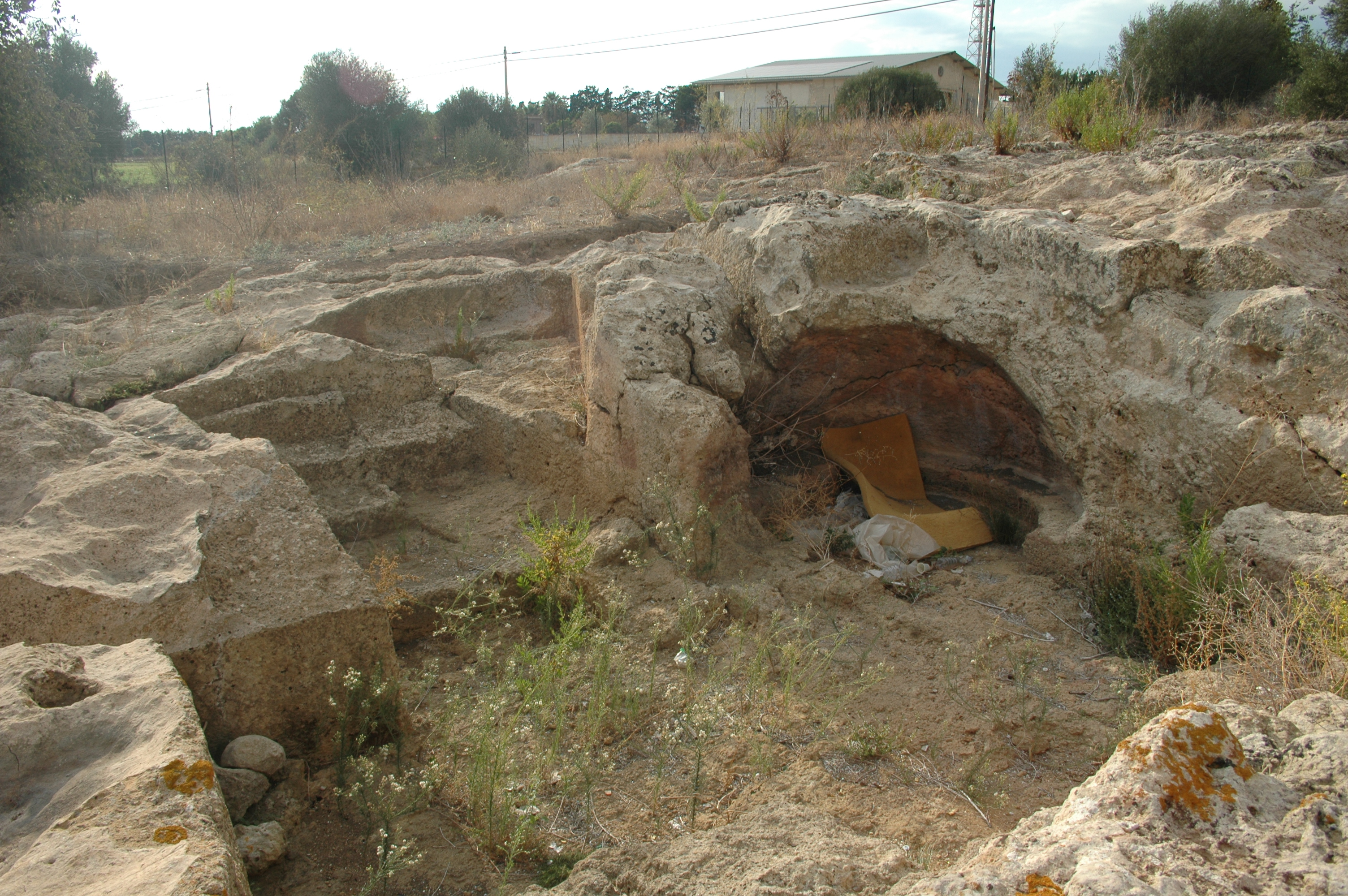
La tomba a tholos (invasa dai rifiuti), con una laterale scavata nella roccia

La necropoli del Mirio è situata sul Piano Mirio di Santa Croce Camerina.
È datata IV-V secolo d.C. e tutte le sue tombe (un centinaio) sono scavate nella roccia e sono di diverse dimensioni, il che indica che nella necropoli erano seppelliti sia adulti che bambini.
Una tomba in particolare è a tholos e risale all'età del bronzo.